# ベルリン市電GT6N形電車
GT6N形は、ドイツの首都・ベルリンの路面電車であるベルリン市電で使用されている電車。1994年から営業運転を開始したベルリン市電初の超低床電車である。

## 概要

### 導入までの経緯
1990年のドイツ再統一によりドイツ共和国全体の首都となったベルリンには、旧東ドイツ時代から運行が続くベルリン市電の路線網が存在した。当時この路面電車で使用されていたのはチェコスロバキア（現：チェコ）のČKDタトラで大量生産されたタトラカーと呼ばれる車両であったが、これらは乗降の際に数段のステップを介する必要がある高床式車両であり、バリアフリーや乗客の流動性の面で難があった。そこで、ベルリン市電をはじめとしたベルリンの公共交通機関を運営するベルリン市交通局（BVG）は、1991年にブレーメン市電の超低床電車を用いた試運転を実施し、その成果を受けて同型車両を導入する事を決定した。これがGT6N形である。

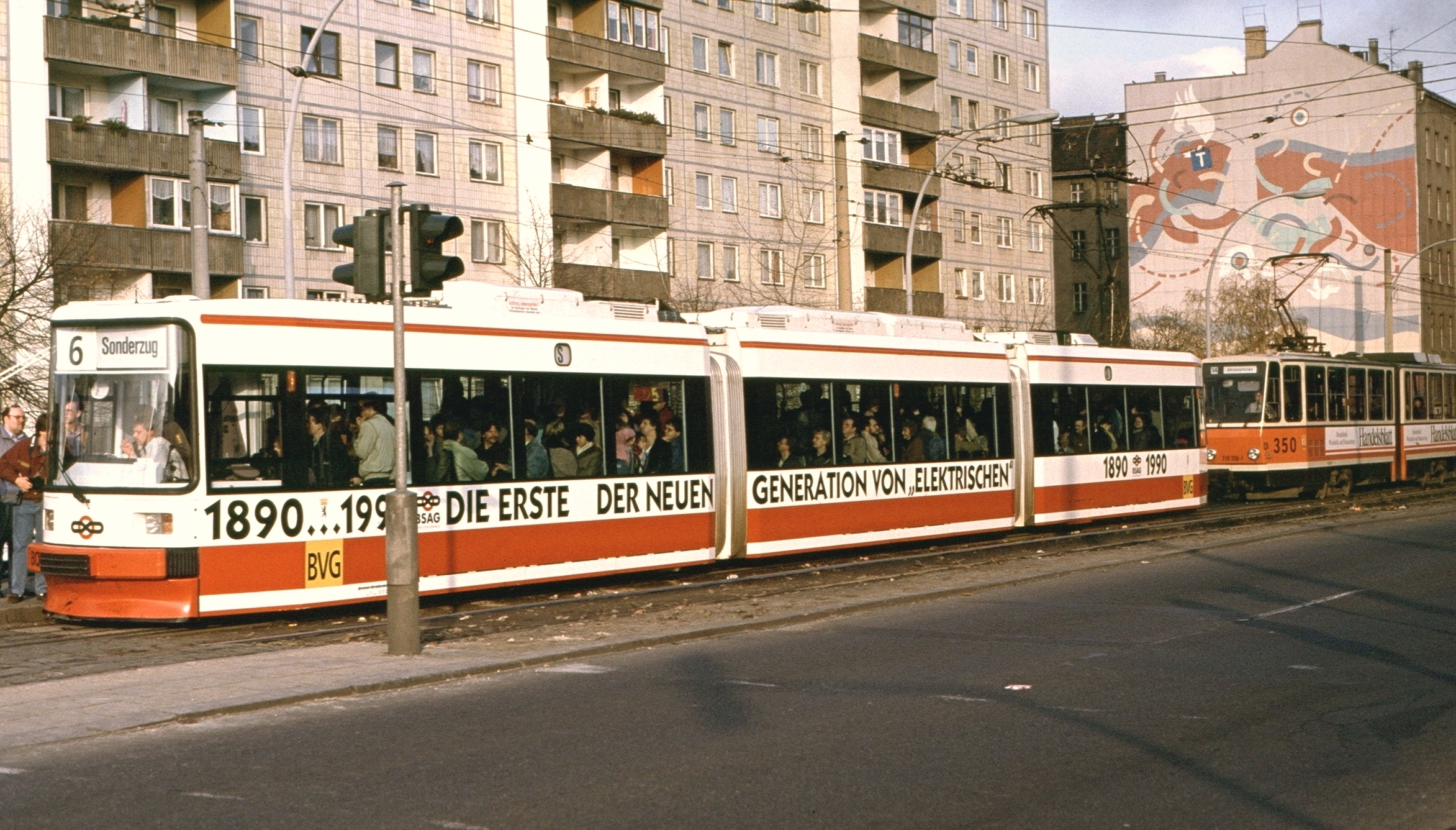
ベルリン市電で試運転が実施されたブレーメン市電の超低床電車・GT6N形（1991年撮影）
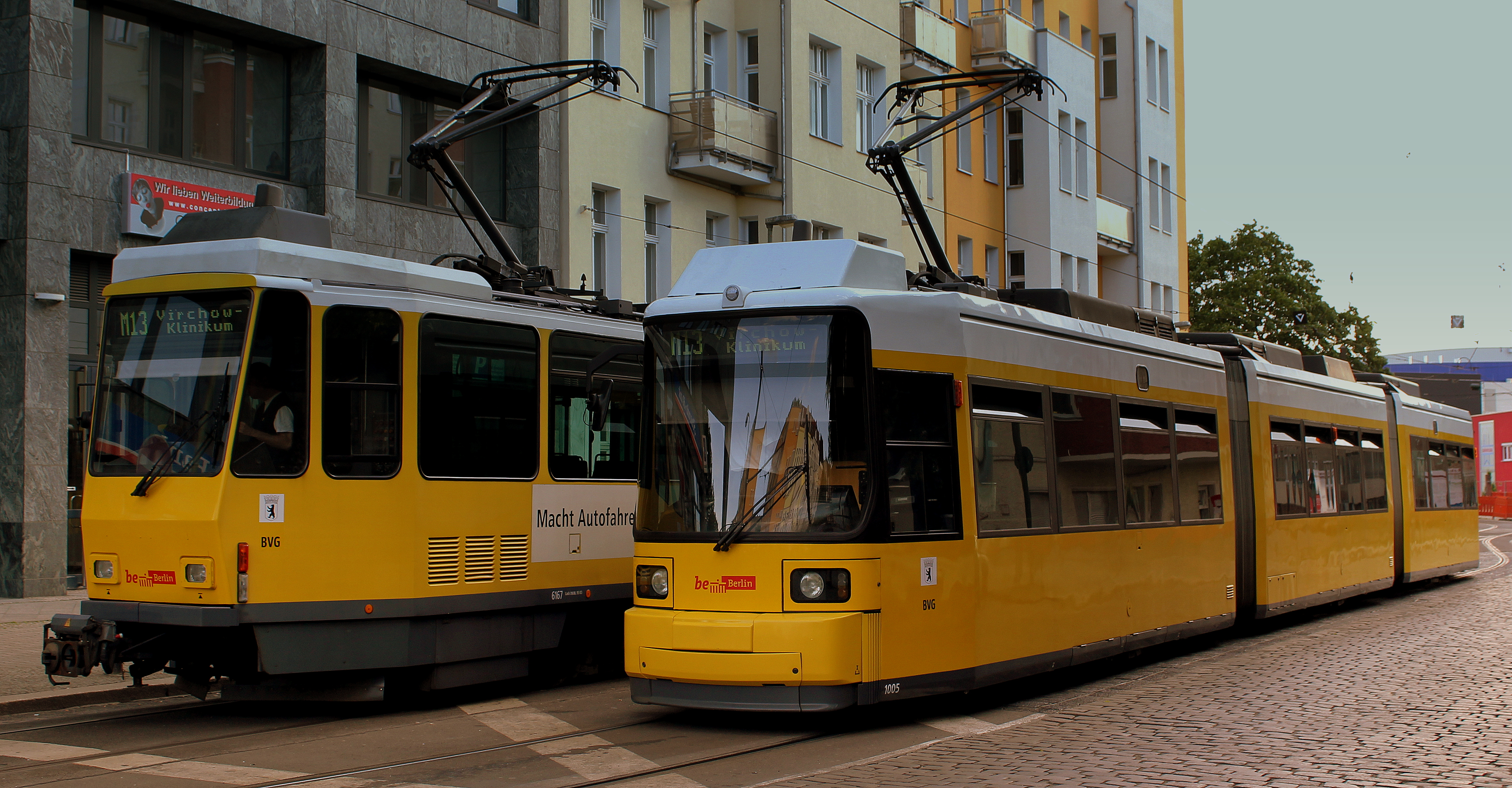
置き換え対象のタトラカー（左）と並ぶGT6N形（右）（2013年撮影）

### 構造
ベルリン市電に導入されたGT6N形は、日本ではブレーメン形とも呼ばれる、世界でも最初期に量産が実施された超低床電車である。各車体に1組の台車が設置されている3車体連接車で、車軸が存在しない独立車輪式台車を用いる事で車内全体の床上高さを350 mm（乗降扉付近は300 mm）に抑えた100 %低床構造が実現している。また、乗降扉下部には車椅子やベビーカーの利用客に対応した収納式スロープも設置されている。
主電動機は車体床下の端部に装荷され、カルダンシャフトやかさ歯車を介して片方の車輪に動力が伝えられ、もう片方の動輪にはねじり軸を介して伝達される。これらの台車はボルスタレス式で、僅かだが車体と独立して回転する事も可能である。

### 車種・主要諸元
ベルリン市電に導入されたGT6N形は、導入時期や運転台の数によって以下の形式に分類される。そのうち1997年以降に増備された両運転台車両（GT6N-ZR）は、終端にループ線が存在しない系統での運用に備えて製造されたものである。
| 形式    | 車両番号  | 両数 | 製造企業 | 製造年月    | 運転台   | 重量  | 定員 | 定員  | 参考                                                                             |
| 形式    | 車両番号  | 両数 | 製造企業 | 製造年月    | 運転台   | 重量  | 着席 | 立席  | 参考                                                                             |
| ------- | --------- | ---- | -------- | ----------- | -------- | ----- | ---- | ----- | -------------------------------------------------------------------------------- |
| GT6N    | 1001-1060 | 60両 | 1994-96  | 3車体連接車 | 片運転台 | 31.0t | 58人 | 95人  | 定員は乗客密度4人/m2時の数値 2010年代以降GT6N-U(1500番台)、GT6NO(1200番台)へ改造 |
| GT6N    | 1061-1105 | 45両 | 1997-98  | 3車体連接車 | 片運転台 | 31.0t | 58人 | 95人  | 定員は乗客密度4人/m2時の数値 2010年代以降GT6N-U(1500番台)、GT6NO(1200番台)へ改造 |
| GT6N-ZR | 2001-2015 | 15両 | 1999     | 3車体連接車 | 両運転台 | 34.4t | 47人 | 103人 | 定員は乗客密度4人/m2時の数値 2010年代以降GT6ZO(2200番台)へ改造                   |
| GT6N-ZR | 2016-2045 | 30両 | 2001-03  | 3車体連接車 | 両運転台 | 34.3t | 45人 | 103人 | 定員は乗客密度4人/m2時の数値 2010年代以降GT6ZO(2200番台)へ改造                   |

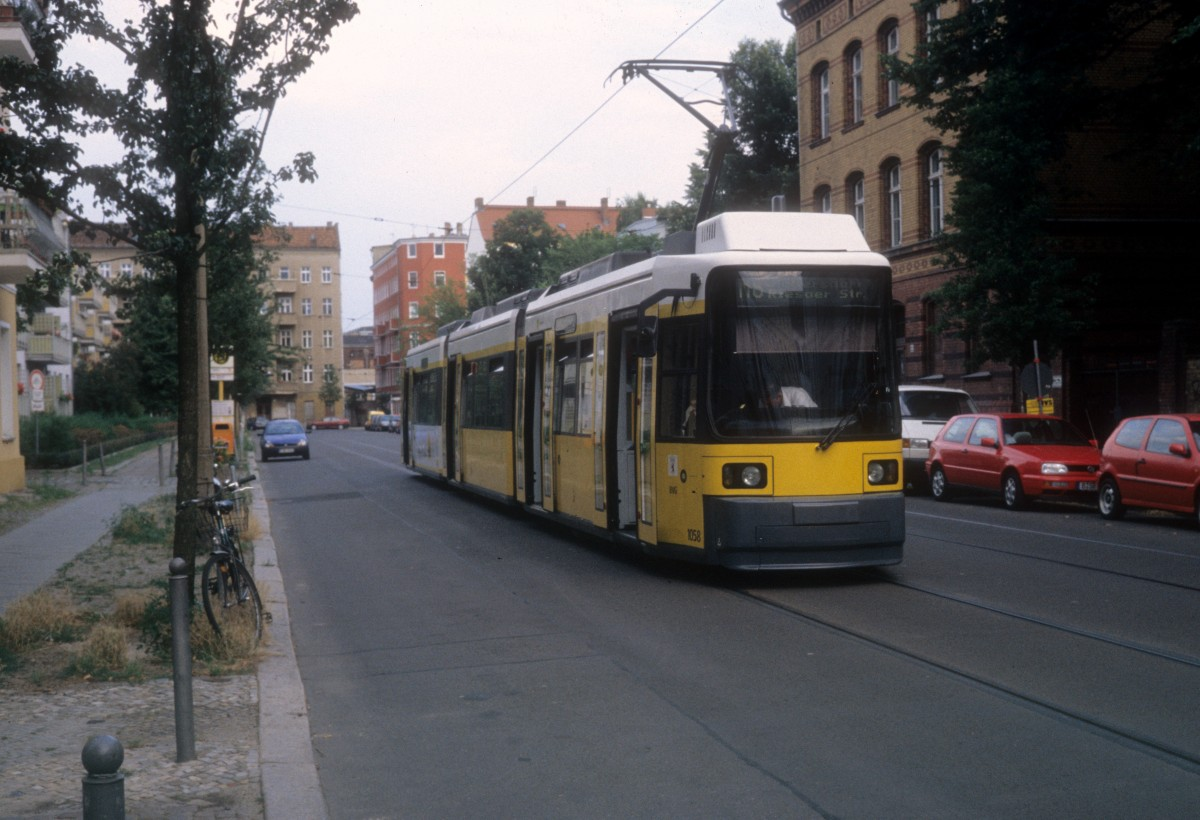
GT6N（1058）
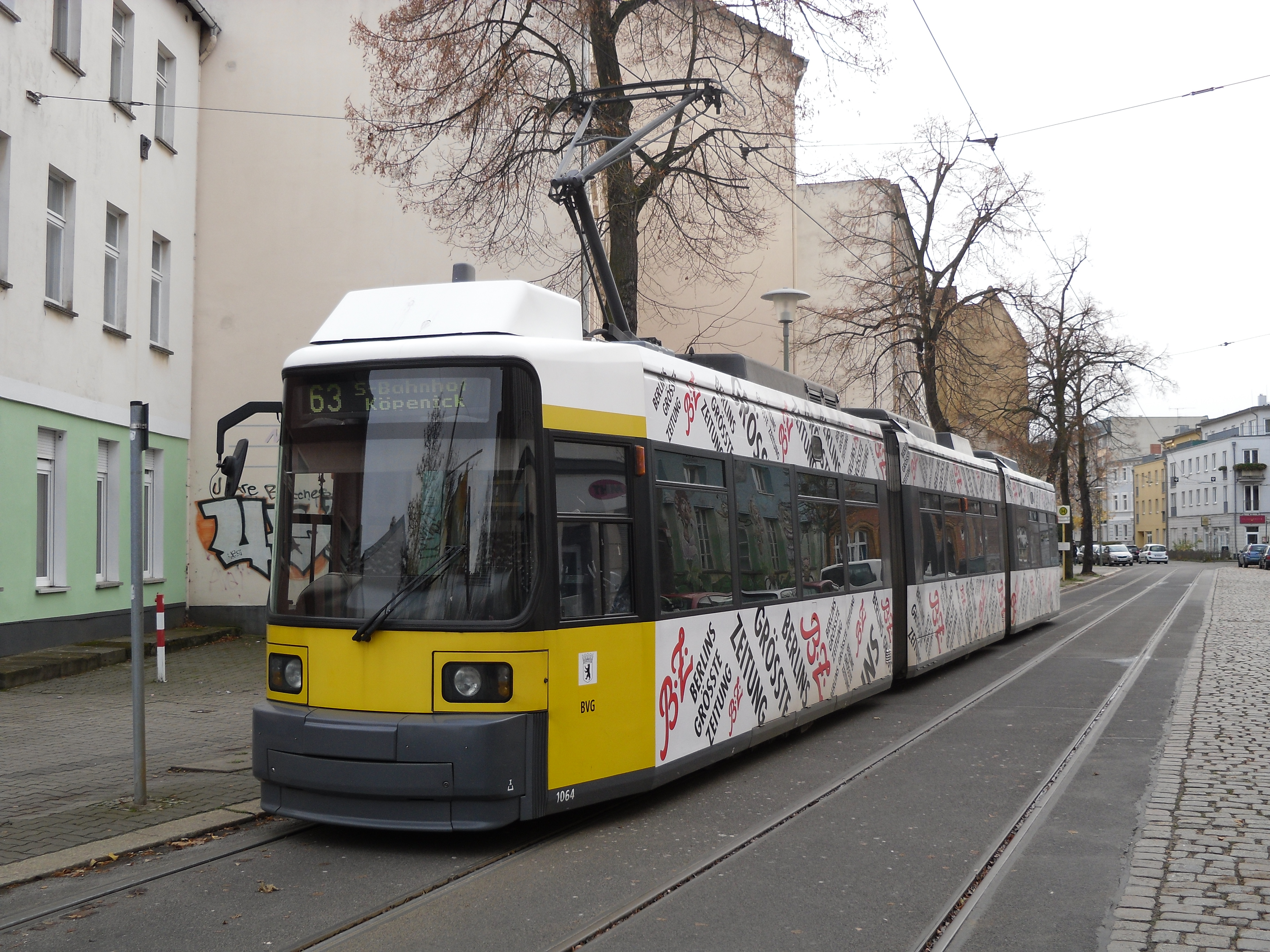
GT6N（1064）
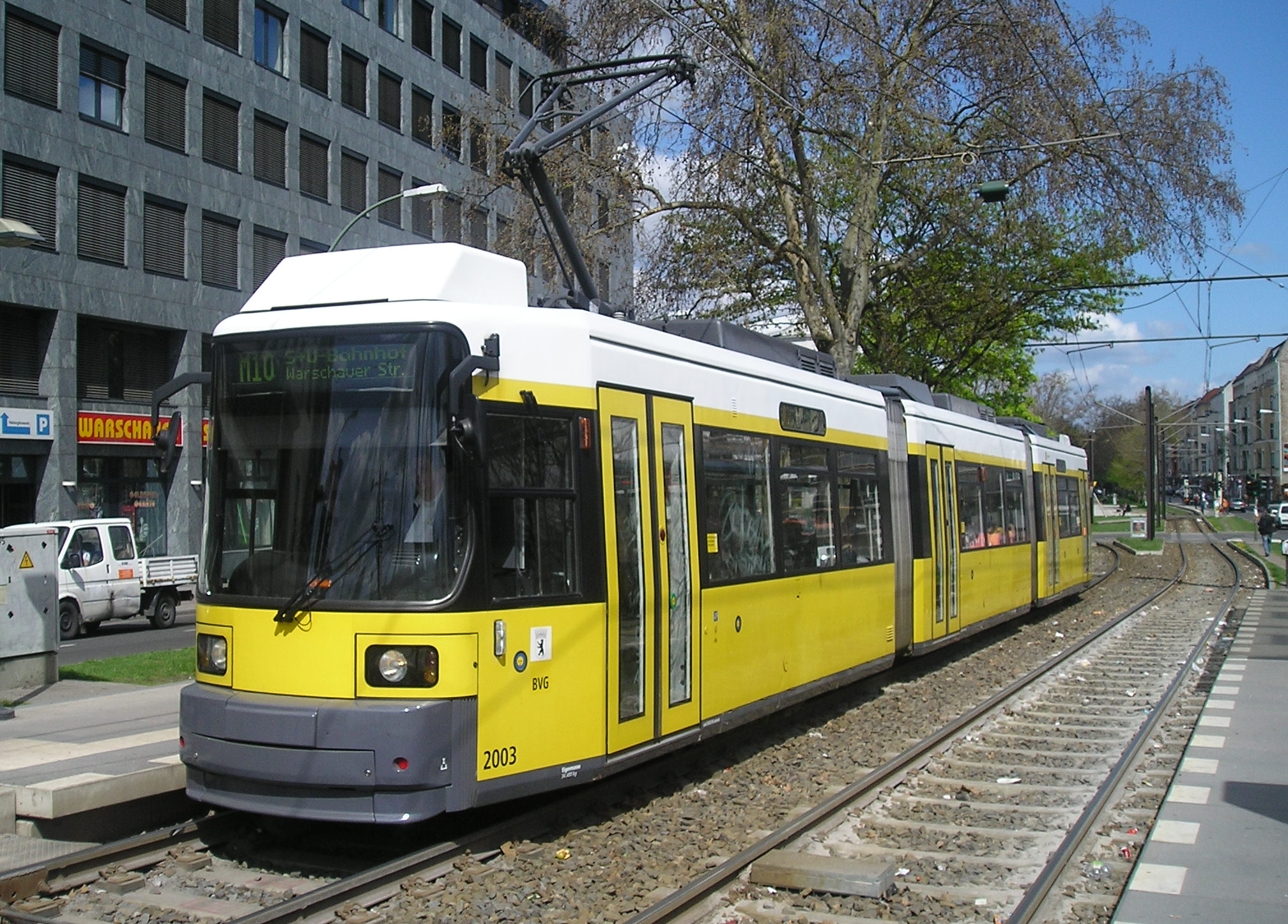
GT6N-ZR（2003）
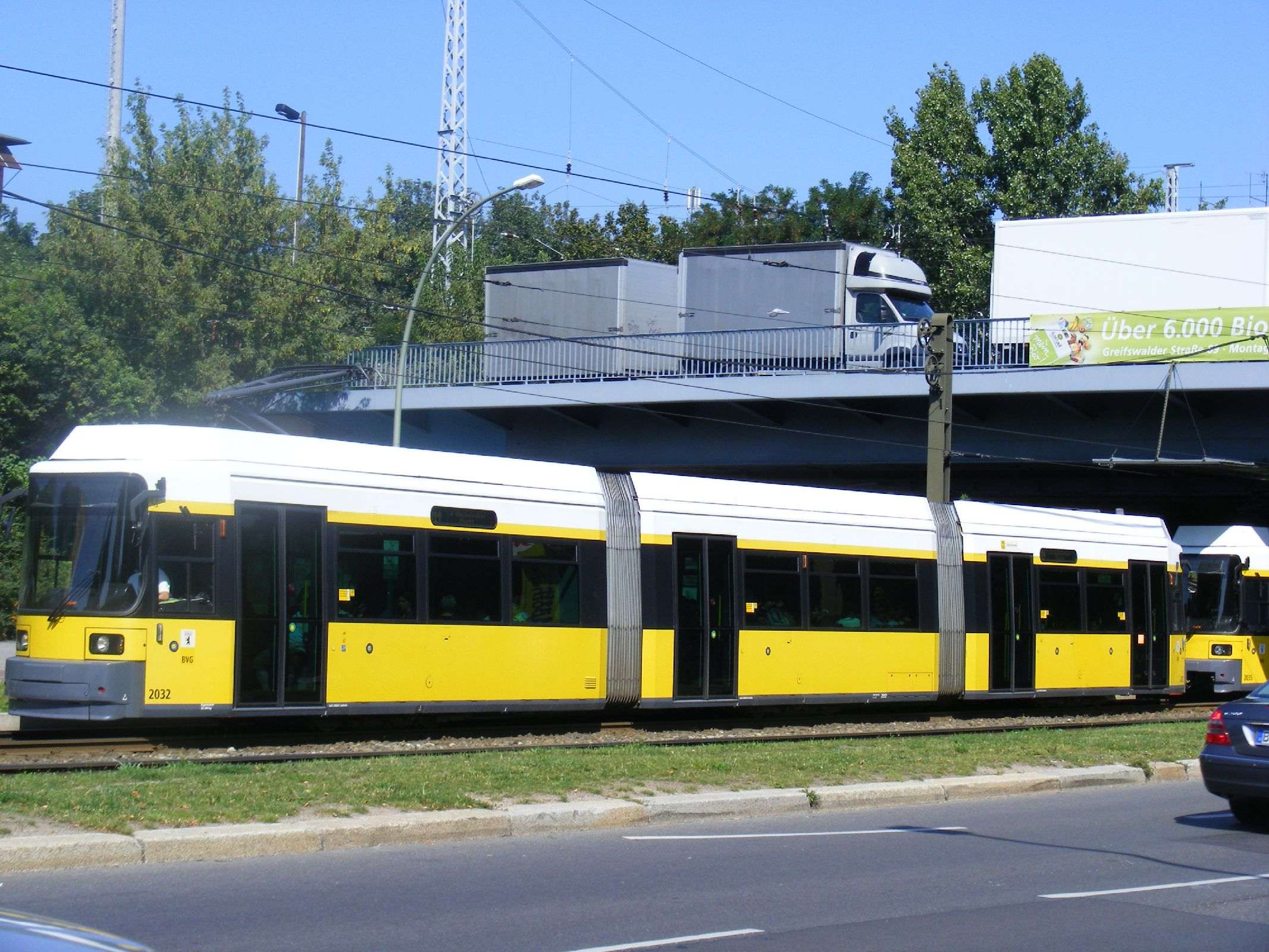
GT6N-ZR（2032）

## 運用
最初の車両となった試作車4両（1001 - 1004）は1994年4月から試運転が行われ、同年から営業運転に投入された。導入当初こそ故障が頻発したが、以降は4次に渡って生産が行われ、2003年までに片運転台車両105両と両運転台車両45両が導入された。これは日本の各都市も含めてブレーメン形が最も多く発注された事例である。そのうち最後に増備された両運転台車両（30両）については、冷房装置の設置や側窓への着色ガラスの採用などの設計変更が実施された。当初はAEGが製造を担当していたが、同社は1996年にABBの鉄道部門と合併してアドトランツとなり、更に2001年にボンバルディア・トランスポーテーションに買収された。そのためGT6形は3つの企業に跨がって製造される事となった。
一連のGT6N形の導入により、更新工事が行われなかった車両を中心にタトラカーの廃車が進行したが、2003年に導入された最終増備車をもってドイツ国内におけるブレーメン形の製造自体が終了したため、ベルリン市電への超低床電車の導入は2008年以降のフレキシティ・ベルリンまで一時途絶える事となった。
2010年代以降はGT6N形の全車に対して制御装置の更新やフレキシティ・ベルリンに合わせたディスプレイ式車内案内表示装置の設置、無線装置の交換などの改造が実施されており、工事が完了した車両は形式名や車両番号の変更が行われている。

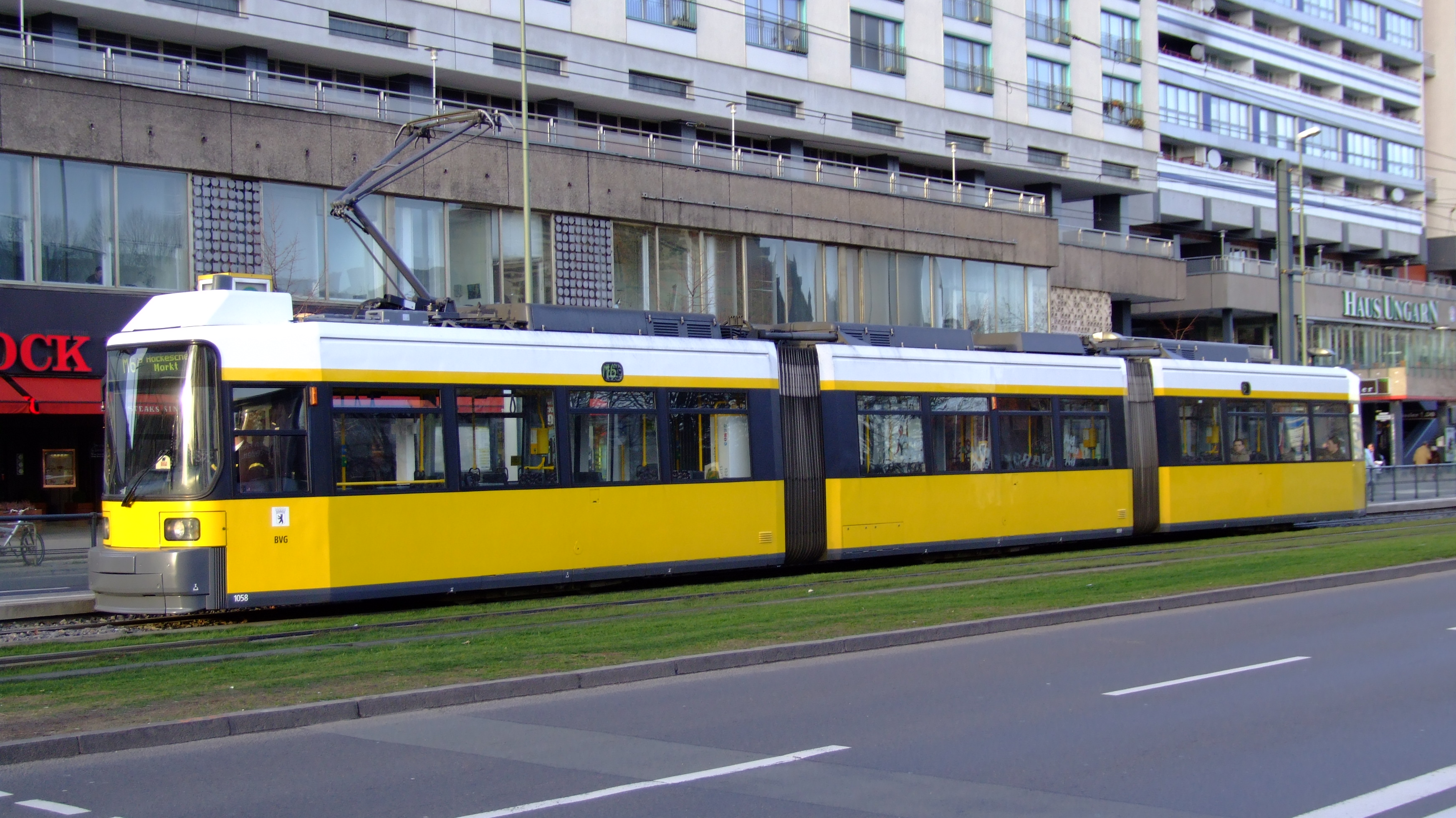
片運転台車両のGT6N形や更新車両には左側面に乗降扉がない（2007年撮影）
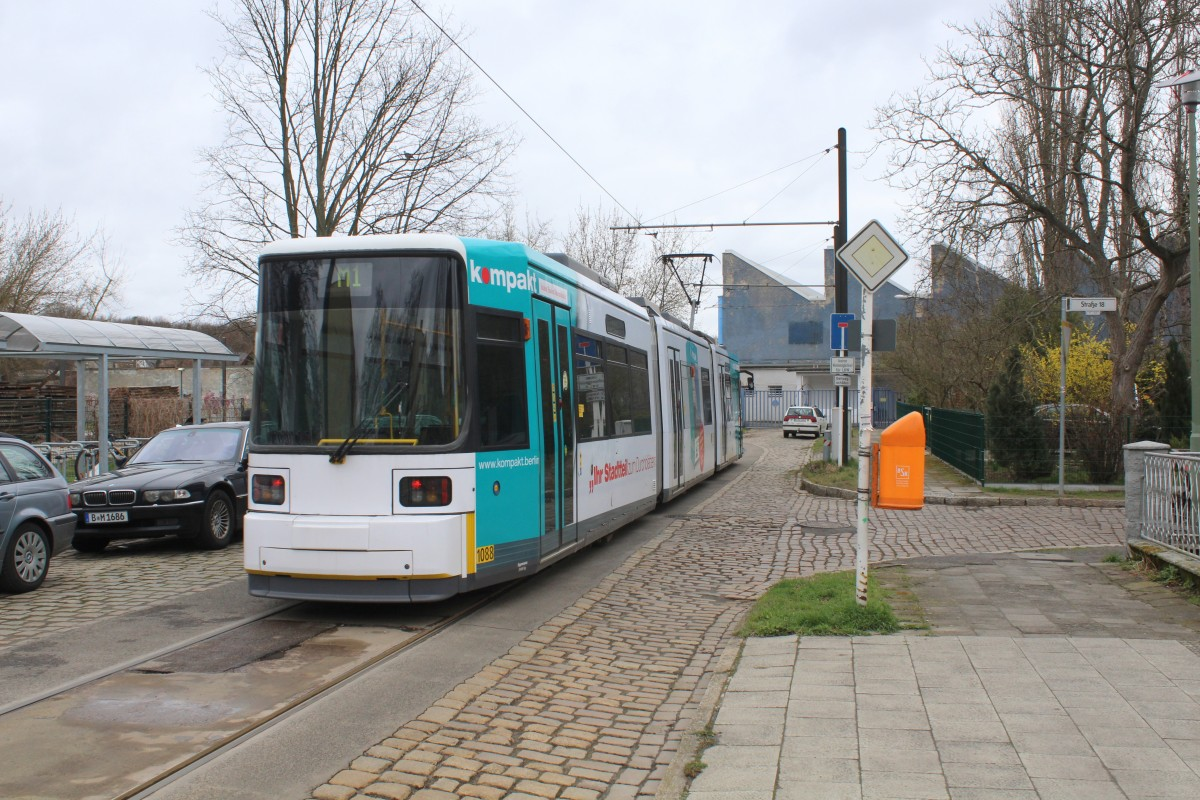
GT6N形およびその更新車両の後方には運転台が存在しない（2015年撮影）
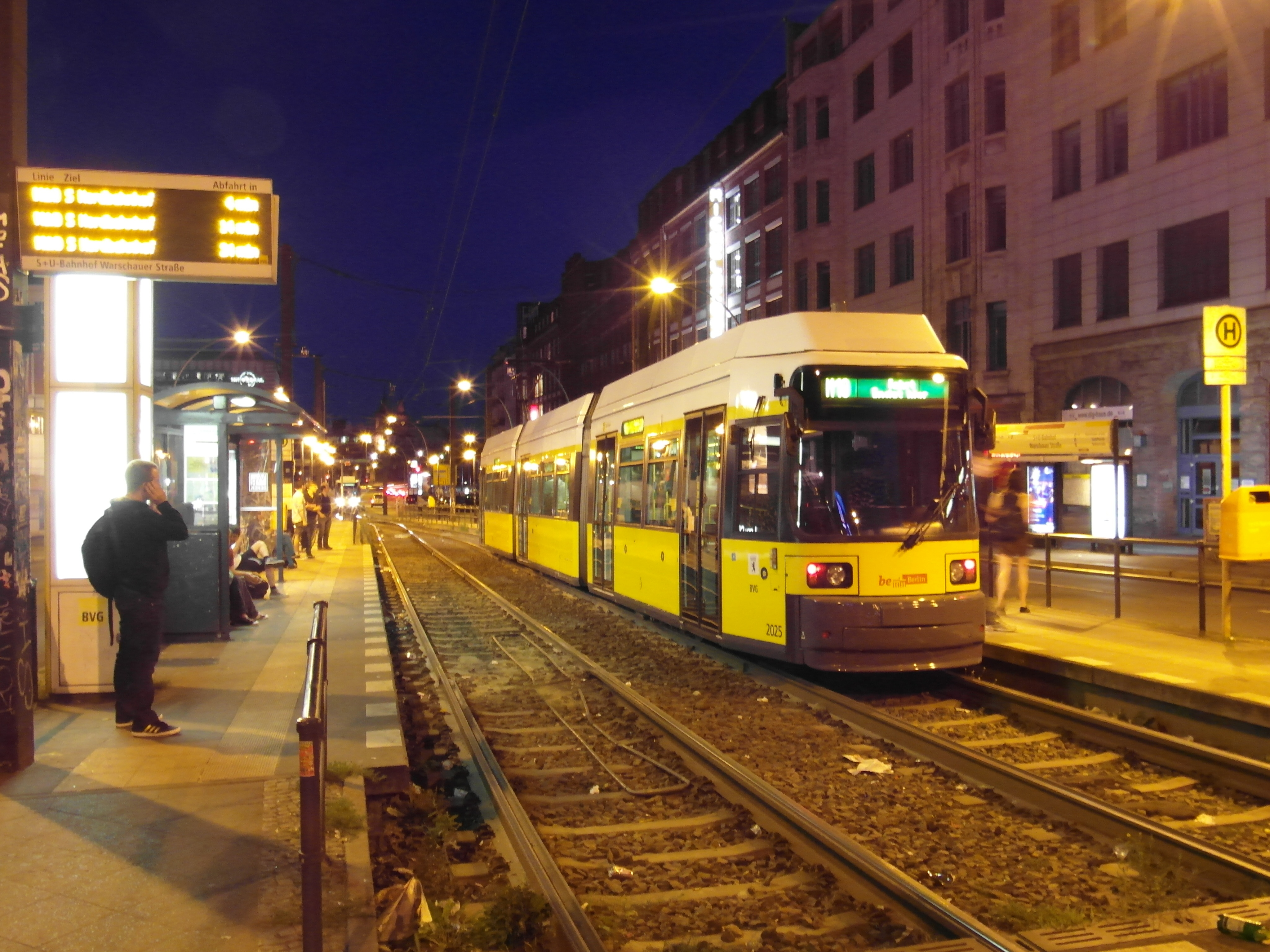
M10系統での運用に就くGT6N-ZR形（2012年撮影）
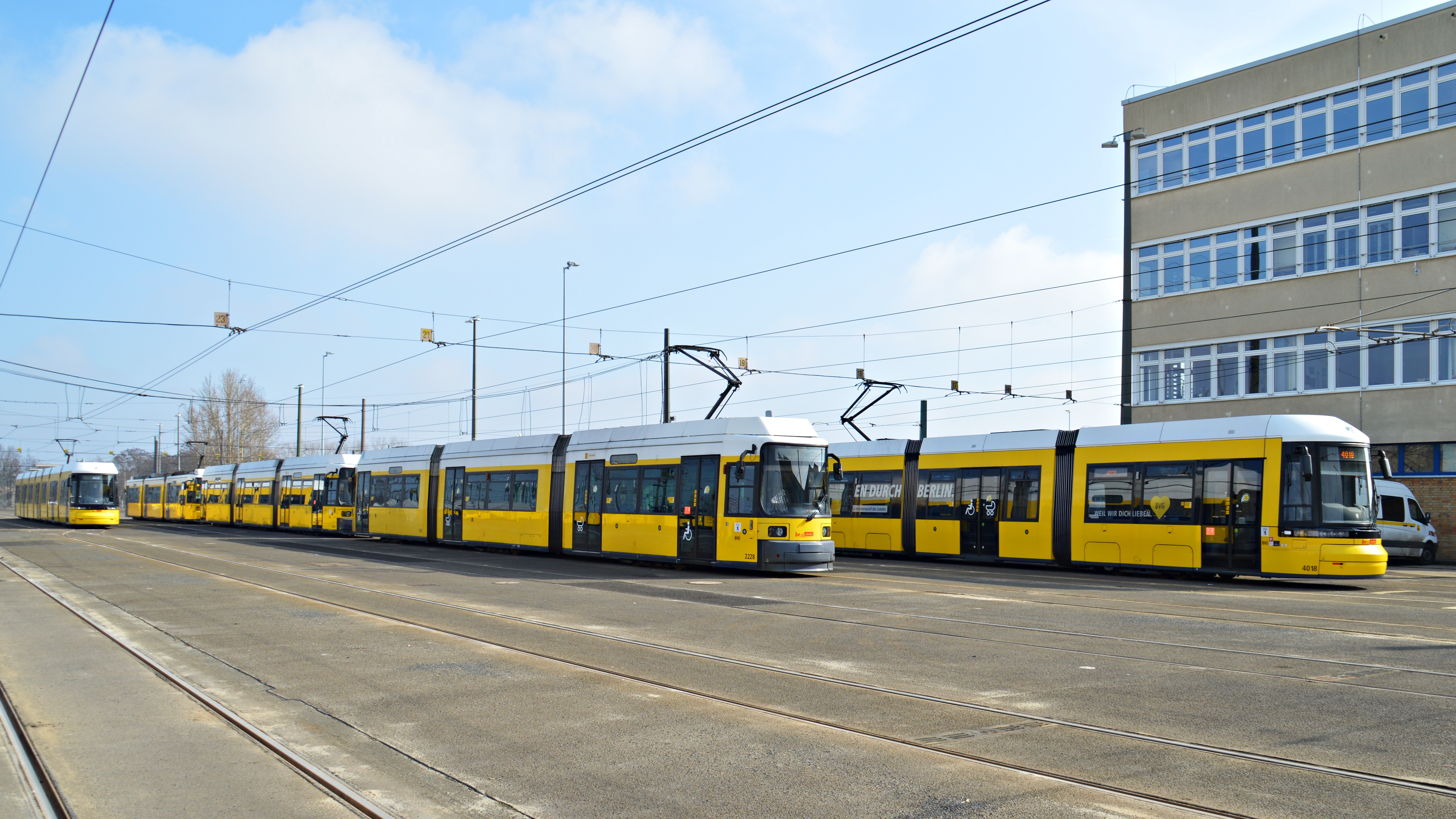
フレキシティ・ベルリン（右）と並ぶGT6N-ZR形（中）（2017年撮影）
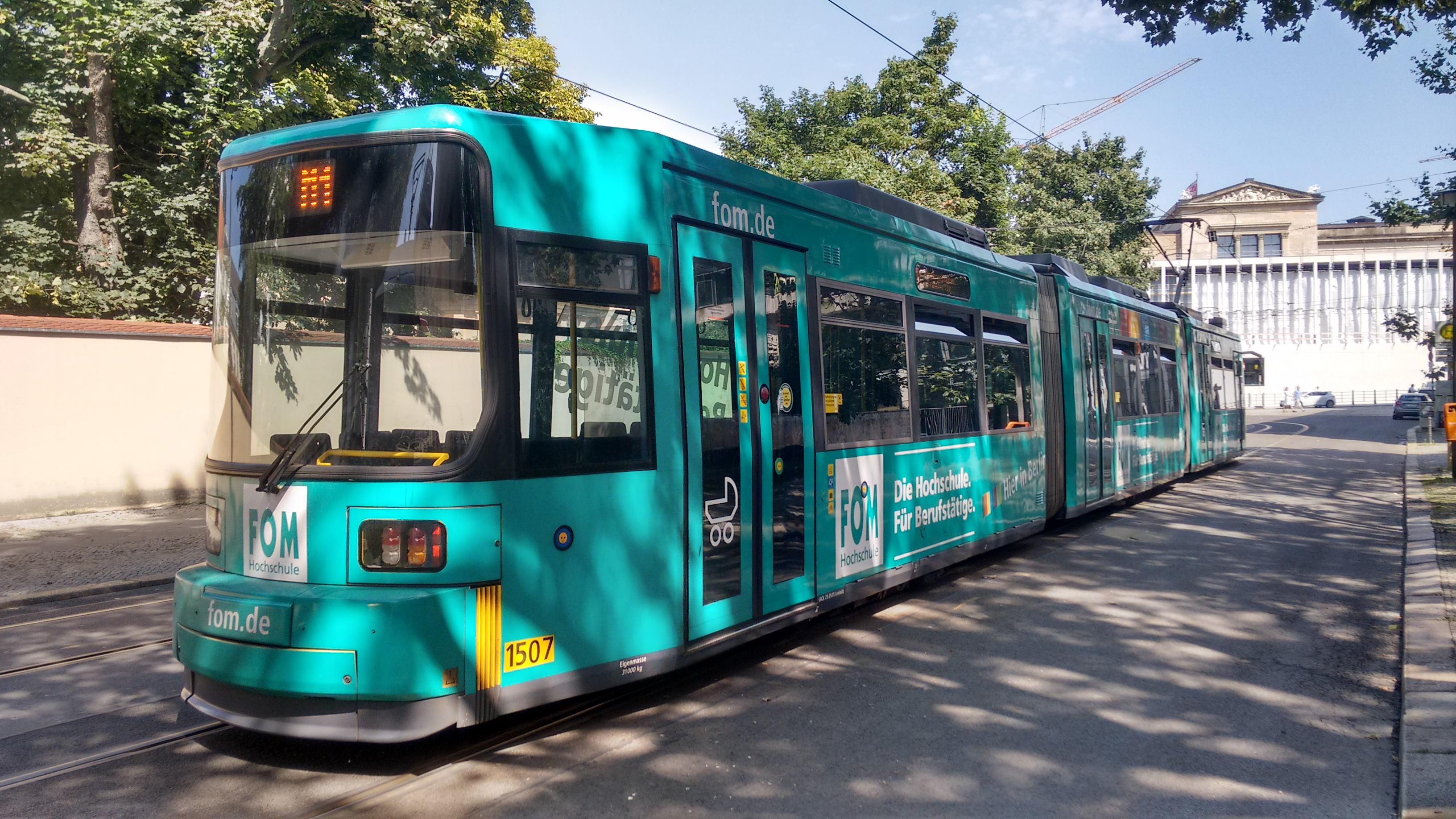
更新工事後の広告塗装の車両（GT6N-U、2017年撮影）
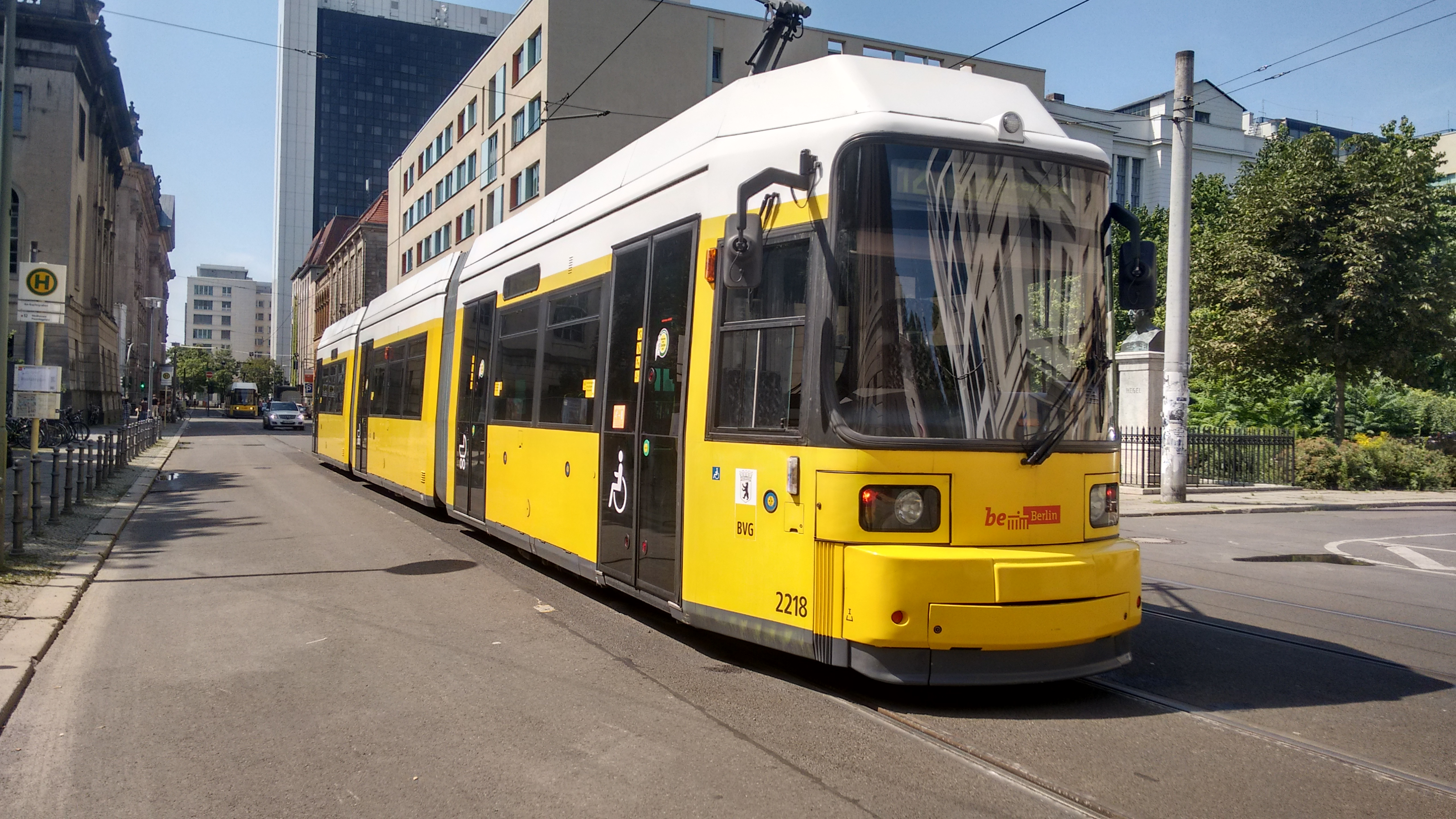
更新工事後の車両（GT6ZO、2017年撮影）